# Krankenhaus Maria Ebene
Das Krankenhaus Maria Ebene ist eine Sonderkrankenanstalt und ein Kompetenzzentrum für Suchtmedizin in der Gemeinde Frastanz, Vorarlberg, Österreich. Das Krankenhaus nahm 1976 den Betrieb auf, Krankenhausträger ist die Stiftung Maria Ebene.

## Geschichte
Die Gründung des Krankenhauses ging auf Rosl Bitschnau (1925–2015) aus Tschagguns zurück, welche 1960 die Leitung des SMD der Caritas Vorarlberg übernahm und für die Betreuung von Alkoholkranken und deren Familien zuständig wurde. Die stationäre Behandlung erfolgte damals an der Landesnervenkrankenhaus Valduna in Rankweil oder an Fachabteilungen in Wien/Kalksburg sowie im umgebenden Ausland.
Rosl Bitschnau hielt intensiven Kontakt zum Arzt Kornelius Kryspin-Exner, der Kalksburg leitete und später der psychiatrischen Abteilung vom Landeskrankenhaus Innsbruck vorstand. Vom Seraphischen Liebeswerk wurde das Objekt Maria Ebene in Frastanz eingebracht, welches früher u. a. ein Kinderheim gewesen war. Es wurde unter Führung der Caritas die Organisationsform einer Stiftung gewählt, erster Präsident wurde Landeshauptmann Herbert Keßler. Das Krankenhaus sollte ein Teil der Behandlungskette sein sowohl im Vorfeld mit Motivationsarbeit als auch in der Nachbetreuung gemeinsam mit psychosozialen Stellen wie dem SMD der Caritas sowie mit Haus- und Nervenärzten.

## Krankenhaus
1976 wurde bei 20 Behandlungsplätzen der erste Patient aufgenommen. 1990 wurde mit einem zugebauten Gebäudetrakt die Behandlungsplätze auf 50 erhöht. 2002 wurde ein B-Trakt und ein C-Trakt am Krankenhaus Maria Ebene fertig gestellt.
Im Zuge der COVID-19-Pandemie in Österreich übernimmt das Krankenhaus mit 50 Plätzen ab April 2020 psychiatrische Patienten vom Landeskrankenhaus Rankweil.

## Externe Therapieangebote
Neben dem Krankenhaus Maria Ebene in Frastanz zählen die Langzeitstationen Carina und Lukasfeld zu weiteren stationären Therapieangeboten, neben den Beratungsstellen Clean in Bregenz, Feldkirch und Bludenz. Eine weitere Einrichtung der Stiftung Maria Ebene ist SUPRO, ein vom Land Vorarlberg mitbeauftragtes Kompetenzzentrum für Gesundheitsförderung und Prävention. Gegründet im Februar 1993 als die erste Suchtpräventionsstelle Österreichs wurde das Arbeitsfeld der SUPRO in den letzten Jahren um die Bereiche Suizidprävention (seit 2015) und Gesundheitsförderung (seit 2016) ergänzt.

## Ärztliche Leitung
- 1976 bis 1983 Herwig Scholz[3][4]
- 1983 bis 2017 Reinhard Haller
- 2017 bis 2019 Michael Willis[5][6]
- 2020 bis 2025 Philipp Kloimstein[2]
- seit 2025 Simone Bratl[7]